# 5. SS-Panzer-Division "Wiking"
La 5. SS-Panzer-Division "Wiking" fu una divisione, inizialmente motorizzata e successivamente corazzata, delle Waffen-SS durante la Seconda guerra mondiale.

## Storia

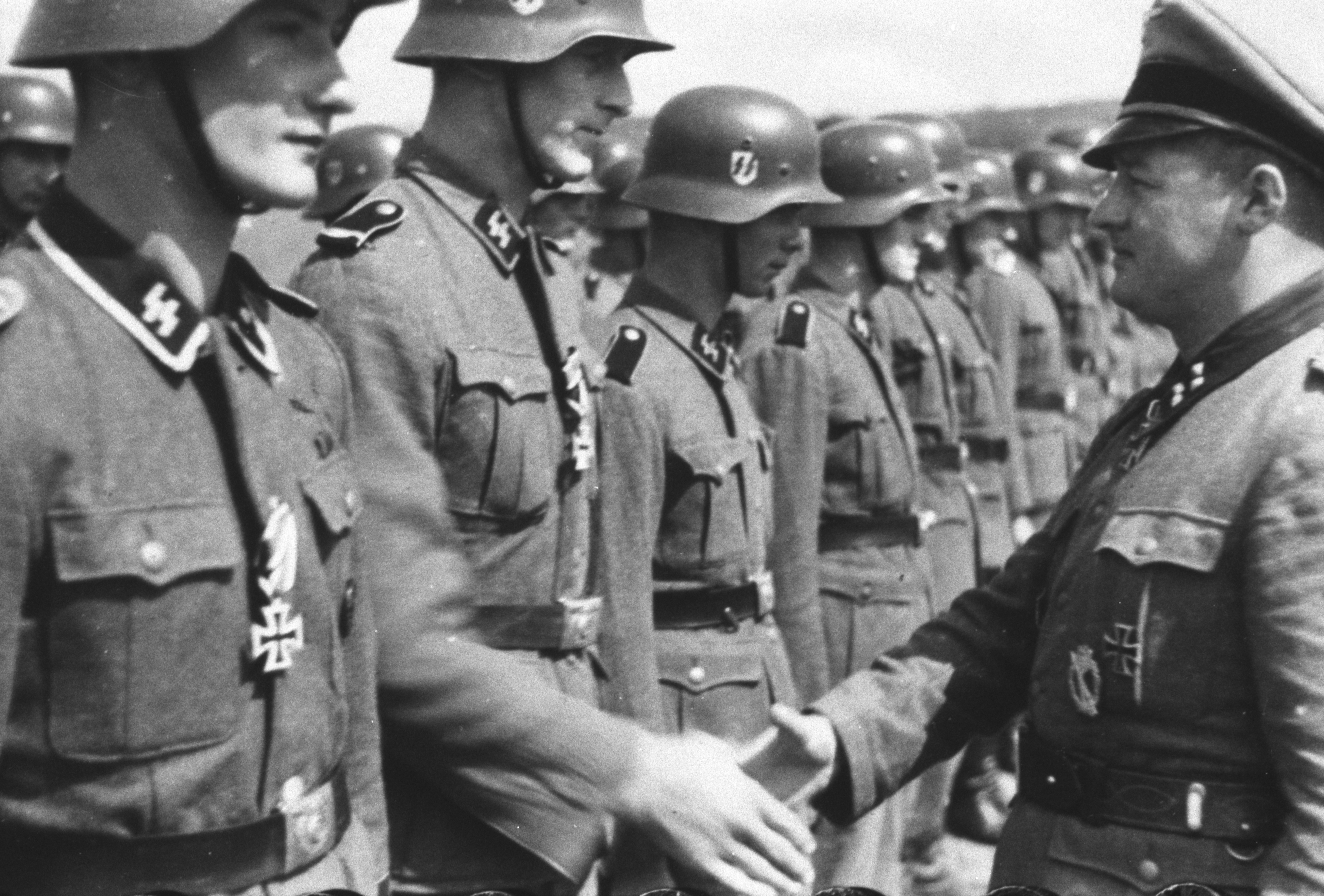
Membri della divisione durante una consegna di decorazioni sul fronte russo nell'estate 1942.

La 5. SS-Panzer-Division "Wiking" fu costituita nel dicembre 1940: inizialmente denominata "Germania", venne rinominata "Wiking" nel gennaio 1941. Il mese successivo, un gruppo di volontari finlandesi venne aggregato alla divisione; così formata, gli uomini iniziarono l'addestramento nel campo dell'esercito di Heuberg, addestramento concluso nell'aprile del 1941.
Trasferita sul Fronte orientale, la divisione venne assegnata al Gruppo d'armate Sud, e inviata a Tarnapol in Galizia il 29 giugno 1941, impressionando i generali della Wehrmacht per l'aggressività e la destrezza nell'assalto. In agosto la "Wiking" si trovava lungo il Dnepr, nel tentativo di stabilire una testa-di-ponte; ben presto le prime unità corazzate riuscirono a sfondare la resistenza sovietica e a raggiungere Dnepropetrovsk e poco dopo Rostov; con il sopraggiungere dell'inverno, la divisione prese posizione lungo la linea del fiume Mius.
La successiva offensiva tedesca della primavera ed estate del 1942 spinse la divisione in pieno Caucaso, nel tentativo di raggiungere i campi petroliferi intorno a Baku, dove rimase fino alla primavera dell'anno successivo. In questo periodo, come normalmente avveniva per tutti i reparti militari tedeschi, diverse unità vennero trasferite: primo fra tutti il Reggimento "Nordland", che divenne il nucleo per la nuova divisione "Nordland", in seguito anche i reparti estoni e lituani furono trasferiti nella nuova divisione.
Nell'ottobre 1943 la divisione fu trasformata in divisione corazzata. Con il rafforzamento della potenza militare sovietica, nell'estate e nell'autunno del 1943, la divisione venne dapprima impegnata nell'area di Charkiv e del fiume Dnepr, e, successivamente, col collasso della linea del Dnepr la Wiking rimase intrappolata nella sacca di Korsun'-Ševčenkivs'kyj insieme ad elementi dell'8ª armata di Wöhler, e si ritrovò a giocare un ruolo chiave nei successivi tentativi di sfondamento, uscendone, però, stremata.
I pochi superstiti della sacca di Korsun'-Ševčenkivs'kyj vennero riuniti per formare un Kampfgruppe (gruppo di combattimento) e vennero trasferiti in Polonia per un periodo di riposo; allo stesso tempo però i sovietici continuarono nella loro marcia di avvicinamento alla Germania, pertanto la "Wiking", insieme con la "Totenkopf", la 19. Panzer-Divisione della Wehrmacht e la 1. Fallschirm-Panzer-Division "Hermann Göring" della Luftwaffe, riuscì, a fronte di sacrifici immani, a contenere i sovietici sulla Vistola e a impedir loro di raggiungere immediatamente Varsavia, stabilizzando il fronte fino alla fine del gennaio 1945.
La "Wiking" abbandonò la zona di Varsavia nel dicembre 1944 e trasferita a sud, nel tentativo di rompere l'accerchiamento intorno a Budapest e di liberare i 45.000 soldati tedeschi che vi erano rimasti intrappolati. Due settimane di aspri combattimenti non riuscirono a migliorare la situazione, consumando uomini e materiali, per cui la divisione venne trasferita a ovest della capitale ungherese, per arginare l'avanzata sovietica, venendo impegnata in diverse operazioni difensive, fino in Cecoslovacchia, dove si arrese in parte agli americani, in parte ai sovietici nel maggio 1945.

## Reparti stranieri
La divisione "Wiking" non fu conosciuta solamente per l'audacia e la combattività dei propri uomini, ma anche per il gran numero di soldati non tedeschi, molti dei quali volontari provenienti da diversi paesi dell'Europa occidentale e nordica. Questa la lista, per nazionalità, degli uomini impegnati:
- Paesi Bassi: 631 uomini provenienti dai Paesi Bassi furono arruolati nel Reggimento di Fanteria "Westland" nel giugno 1941;
- Fiandre: uomini provenienti da questa zona del Belgio furono arruolati nel Reggimento di Fanteria "Westland";
- Norvegia: 294 norvegesi vennero arruolati il 22 giugno 1941, nel Reggimento di Fanteria "Nordland";
- Danimarca: 216 danesi entrarono nel Reggimento di Fanteria "Nordland" nel giugno 1941;
- Svizzera: informazioni contrastanti parlano di poco meno di 800 svizzeri arruolatisi nella divisione;
- Finlandia: 421 finlandesi entrarono nella divisione nel 1941, e un nuovo Battaglione di Volontari Finlandesi venne aggregato nel 1942;
- Svezia: qualche decina di svedesi servirono come volontari;
- Estonia: estoni prestarono servizio nel Battaglione di Granatieri Corazzati "Narwa";
- Vallonia: uomini provenienti da questa zona del Belgio furono arruolati nella Brigata d'Assalto "Wallonien";
- Volksdeutsche: diversi uomini erano Volkdeutsche (uomini di stirpe tedesca) provenienti dai Balcani e da altre località.

## Teatri operativi
- Germania (riserva), marzo - maggio 1941
- Fronte orientale, giugno 1941 - maggio 1945

## Decorati con la Croce di Cavaliere

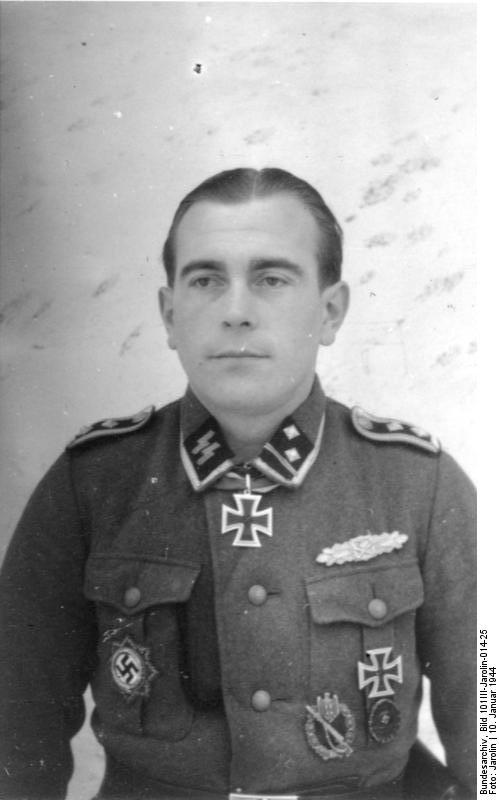
Gustav Schreiber

In totale furono 55 gli uomini decorati con la Croce di Cavaliere della Croce di Ferro.

## Comandanti
- SS-Obergruppenführer Felix Steiner (1º dicembre 1940 - 1º maggio 1943)
- SS-Obergruppenführer Herbert Otto Gille (1º maggio 1943 - 6 agosto 1944)
- SS-Oberführer Dr. Eduard Deisenhofer (6 agosto 1944 - agosto 1944)
- SS-Standartenführer Johannes-Rudolf Mühlenkamp (agosto 1944 - 9 ottobre 1944)
- SS-Oberführer Karl Ullrich (9 ottobre 1944 - 5 maggio 1945)

## L'insegna divisionale
L'insegna divisionale è caratterizzata da uno scudo appuntato, che presenta un intaglio al cantone sinistro del capo, di nero alla bordura d'argento a un cerchio solare (Sonnenrad) destrorso anch'esso alla bordura d'argento.
Il Sonnenrad, svastica solare, simbolo runico di origine antico norvegese, utilizzato come simbolo della Società Thule, caratterizzava i reparti delle SS formati da personale proveniente dai Paesi del nord Europa. Il medesimo simbolo appare infatti nell'insegna della 11. SS-Freiwilligen-Panzergrenadier-Division Nordland, oltre che nell'insegna del corpo di Schalburg, ramo delle Allgemeine-SS formato da personale di origine danese.